# 良川駅
良川駅（よしかわえき）は、石川県鹿島郡中能登町良川にある、西日本旅客鉄道（JR西日本）七尾線の駅である。
旧鳥屋町の中心で現在も中能登町の中心部に一番近い駅となっている。

## 歴史
1898年（明治31年）4月24日に七尾鉄道線は開業したが、当初鹿島郡鳥屋村においては駅の設置は行われず、同村役場内の良川区長であった門野又六は熱心に同地区内における駅開設を唱導したものの、これに反対する声が役場内に大きく実現しなかった。しかし、門野の主張に共感する者は漸次村内においても増加し、殊に当時村内において「いのち」と渾名されていた栗山仁三郎の宣伝が功を奏し、1900年（明治33年）11月に村役人一同が集会して、良川地区内における駅開設の誘致の姿勢が示された。
しかるに七尾鉄道においては同村内の黒氏地区内における駅開設を予定しており、既に同地区内においては地均しの工事が開始されていたので、門野は同社の筆頭株主たる前田侯爵家の家従であった羽野音造が血縁関係であったことを利用して侯爵に対し請願を行い、黒氏地区内における駅開設工事は中断され、良川駅の開設が決定された。開設にあたっては、地元住民による多大な土地の寄附や労力の提供が行われ、同村内の神社や薬師堂内の木々も伐採されてその開設費用に充当されたという。こうして1901年（明治34年）6月15日に当駅は一般駅として開業するに至った。
開設当時には村民提供による農地の真中にあったが、やがて駅周辺には各種事業所等が進出し、繁華街を形成するに至った。1922年（大正11年）に一日平均188人であった乗客は、1937年（昭和12年）には314人、1952年（昭和27年）には971人にまで増加し、駅周辺における人々の生活圏が拡大した。戦後に至って開業時の駅舎の老朽に鑑み、鳥屋町民は良川駅改築期成同盟会を結成、1956年（昭和31年）1月に駅舎改築工事を完了した。こののち1959年（昭和34年）には一日平均1274人の乗客数を記録している。
- 1901年（明治34年）6月15日：七尾鉄道の能登部駅 - 徳田駅間に新設開業（一般駅）[1][2]。
- 1907年（明治40年）7月1日：七尾鉄道が鉄道国有法により国有化。帝国鉄道庁（国鉄）の駅となる[14]。
- 1909年（明治42年）10月12日：線路名称制定。七尾線の所属となる[14]。
- 1956年（昭和31年）1月：駅舎改築[12]。
- 1971年（昭和46年）11月10日：貨物の取扱を廃止し、旅客、手荷物及び小荷物（ただし配達を行わない）を取扱う駅となる[15]。
- 1972年（昭和47年）3月15日：業務委託駅となる[16]。
- 1974年（昭和49年）10月1日：旅客及び荷物を取扱う駅となる[17]。
- 1984年（昭和59年）2月1日：荷物の取扱を廃止する[18]。
- 1987年（昭和62年）4月1日：国鉄分割民営化に伴い、西日本旅客鉄道（JR西日本）の駅となる[10]。
- 1998年（平成10年）3月10日：自動券売機を設置[要出典]。
- 2001年（平成13年）4月1日：東口を使用開始[要出典]。
- 2015年（平成27年）4月1日：一青窈の「ハナミズキ」が接近メロディとして使用開始[19]。
- 2021年（令和3年）
  - 3月13日：ICカード「ICOCA」の利用が可能となる[3][20][21][22]。
  - 4月1日：この日より終日無人駅となる[3][4][5]。

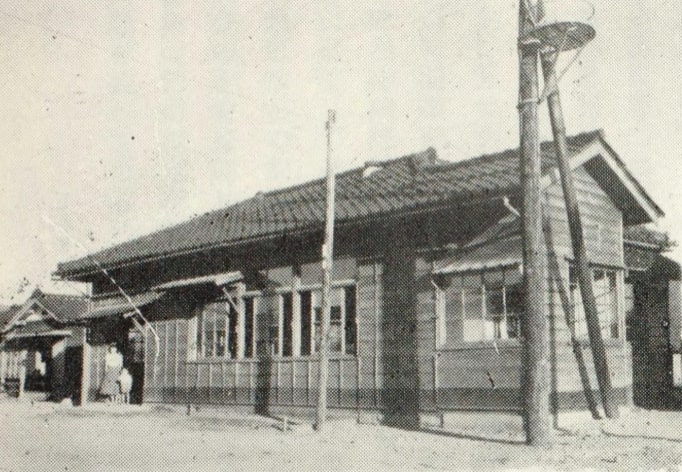
開業時の駅舎
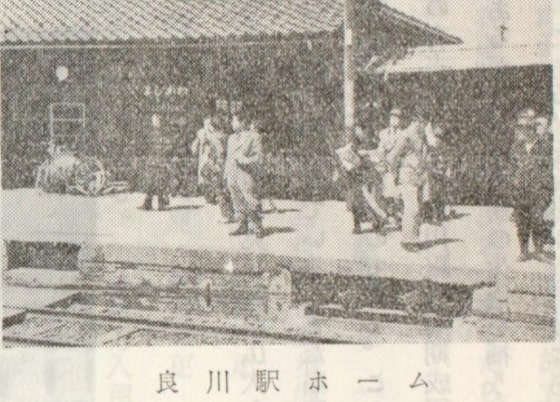
ホーム（昭和30年）
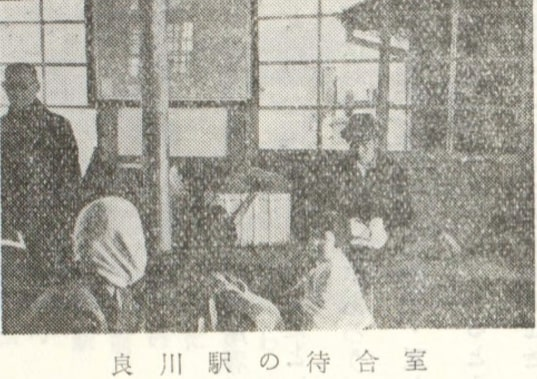
待合室（昭和30年）

## 駅構造

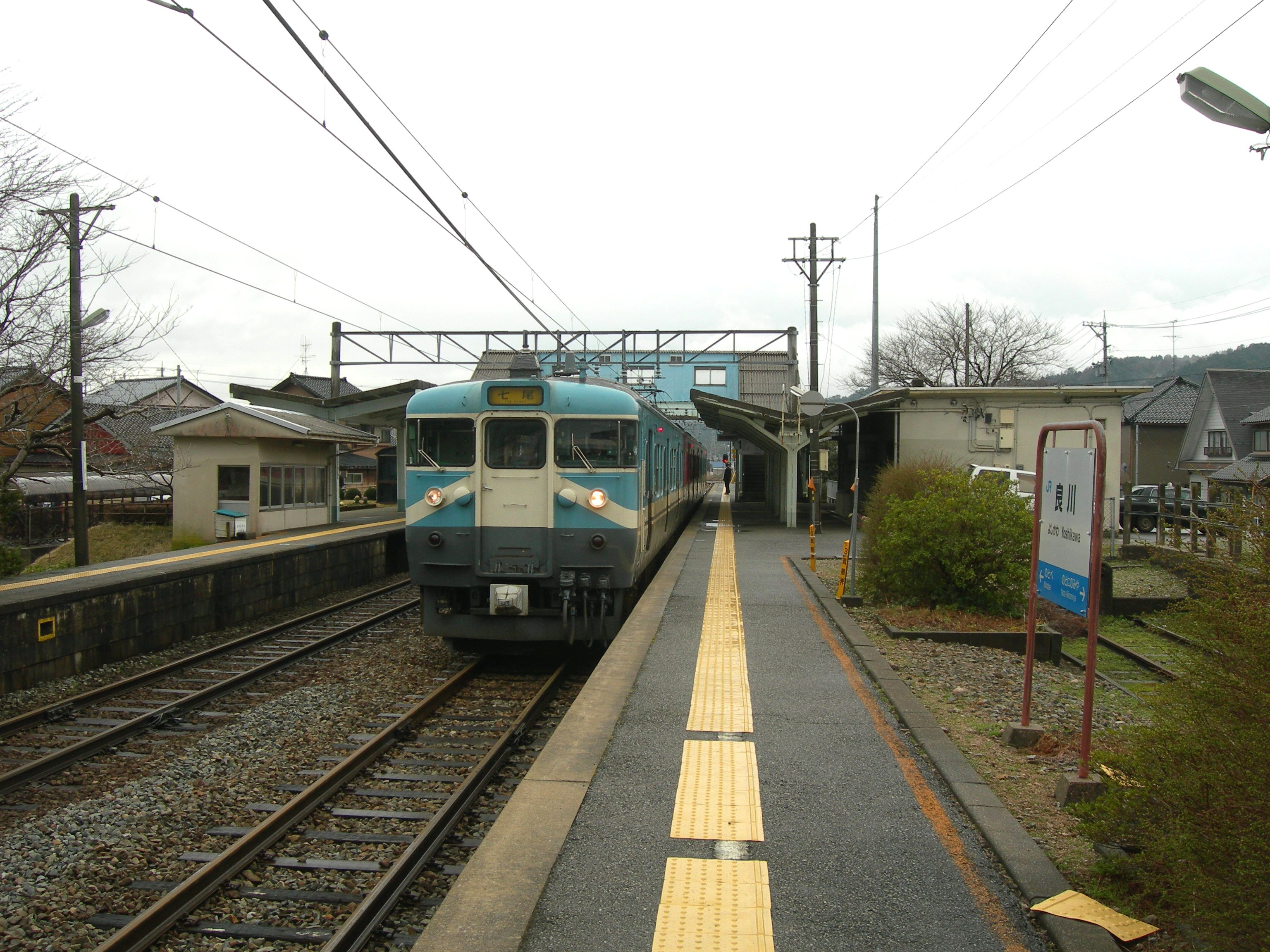
ホーム（2010年3月）

相対式ホーム2面2線を有する地上駅である。バラスト積載用のホームを備えた側線が設けられている。ホーム間は跨線橋で結ばれている。
下りホーム側に駅舎（西口）、上りホーム側に東口がある。東口は駅舎がなく、待合室が設置されている。七尾鉄道部が管理する無人駅であるが、以前は中能登町が窓口業務を受託する簡易委託駅となっていた。2021年3月13日からICOCAなどの全国相互利用サービスに対応し、ICカード専用の簡易改札機が設置されている。

### のりば
| のりば | 路線    | 方向 | 行先           | 備考                    |
| ------ | ------- | ---- | -------------- | ----------------------- |
| 1      | ■七尾線 | 下り | 七尾方面       |                         |
| 2      | ■七尾線 | 上り | 津幡・金沢方面 | ただし特急のみ1番のりば |

付記事項
- 1番のりば（下り線）が一線スルー化されており[2]、列車交換を行わない通過列車については、上り列車も1番のりばを通過する[1]。
- 上下線とも両方向の入線・発車に対応している[23]。ただし、一般的な一線スルーとは異なり、上りと下りの本線は分けられている。当駅には特急「能登かがり火」の上下1本ずつが停車するが、すべて1番のりばに停車する。

## 利用状況
2020年（令和2年）度の1日平均乗車人員は260人である。
「石川県統計書」によると、近年の1日平均乗車人員の推移は以下の通り。
| 年度   | 1日平均 乗車人員 | 出典            |
| ------ | ---------------- | --------------- |
| 1995年 | 451              | [ 乗車人員 2 ]  |
| 1996年 | 419              | [ 乗車人員 3 ]  |
| 1997年 | 354              | [ 乗車人員 4 ]  |
| 1998年 | 367              | [ 乗車人員 5 ]  |
| 1999年 | 370              | [ 乗車人員 6 ]  |
| 2000年 | 376              | [ 乗車人員 7 ]  |
| 2001年 | 357              | [ 乗車人員 8 ]  |
| 2002年 | 357              | [ 乗車人員 9 ]  |
| 2003年 | 348              | [ 乗車人員 10 ] |
| 2004年 | 346              | [ 乗車人員 11 ] |
| 2005年 | 333              | [ 乗車人員 12 ] |
| 2006年 | 331              | [ 乗車人員 13 ] |
| 2007年 | 322              |                 |
| 2008年 | 305              |                 |
| 2009年 | 289              |                 |
| 2010年 | 291              |                 |
| 2011年 | 271              |                 |
| 2012年 | 274              |                 |
| 2013年 | 312              |                 |
| 2014年 | 303              |                 |
| 2015年 | 306              |                 |
| 2016年 | 299              |                 |
| 2017年 | 322              |                 |
| 2018年 | 338              |                 |
| 2019年 | 321              | [ 乗車人員 14 ] |
| 2020年 | 260              | [ 乗車人員 1 ]  |

## 駅周辺
駅東口側には無料の駐車場が用意されている。
- 中能登町役場総務庁舎 - 2021年2月1日に、庁舎再編に伴い旧鳥屋庁舎から名称を変更。
- 中能登町立鳥屋小学校
- 中能登町鳥屋小学校
- 良川郵便局
- 国道159号
- 石川県道2号七尾羽咋線
- 石川県道112号良川停車場線
- 石川県道・富山県道325号良川磯辺線

## バス路線
北鉄能登バス
- 七尾駅行き

中能登町コミュニティバス「おりひめバス」
- とりやコース（道の駅織姫の里なかのと発着、運行は北鉄能登バスに委託）

## 隣の駅
※特急「能登かがり火」（当駅には一部のみ停車）の隣の停車駅は列車記事を参照のこと。
西日本旅客鉄道（JR西日本）
■七尾線
能登部駅 - 良川駅 - 能登二宮駅

### 乗車人員
1. 1 2 3  “令和2年石川県統計書” (PDF). 石川県. p. 104 (2022年6月). 2023年2月9日時点のオリジナルよりアーカイブ。2023年2月9日閲覧。
2. ↑  “平成7年石川県統計書” (PDF). 石川県. p. 112 (1997年3月). 2023年2月9日時点のオリジナルよりアーカイブ。2023年2月9日閲覧。
3. ↑  “平成8年石川県統計書” (PDF). 石川県. p. 108 (1998年3月). 2023年2月9日時点のオリジナルよりアーカイブ。2023年2月9日閲覧。
4. ↑  “平成9年石川県統計書” (PDF). 石川県. p. 108 (1999年2月). 2023年2月9日時点のオリジナルよりアーカイブ。2023年2月9日閲覧。
5. ↑  “平成10年石川県統計書” (PDF). 石川県. p. 108 (2000年2月). 2023年2月9日時点のオリジナルよりアーカイブ。2023年2月9日閲覧。
6. ↑  “平成11年石川県統計書” (PDF). 石川県. p. 108 (2001年3月). 2023年2月9日時点のオリジナルよりアーカイブ。2023年2月9日閲覧。
7. ↑  “平成12年石川県統計書” (PDF). 石川県. p. 108 (2002年3月). 2023年2月9日時点のオリジナルよりアーカイブ。2023年2月9日閲覧。
8. ↑  “平成13年石川県統計書” (PDF). 石川県. p. 108 (2003年3月). 2023年2月9日時点のオリジナルよりアーカイブ。2023年2月9日閲覧。
9. ↑  “平成14年石川県統計書” (PDF). 石川県. p. 108 (2004年3月). 2023年2月9日時点のオリジナルよりアーカイブ。2023年2月9日閲覧。
10. ↑  “平成15年石川県統計書” (PDF). 石川県. p. 108 (2005年3月). 2023年2月9日時点のオリジナルよりアーカイブ。2023年2月9日閲覧。
11. ↑  “平成16年石川県統計書” (PDF). 石川県. p. 108 (2006年3月). 2023年2月9日時点のオリジナルよりアーカイブ。2023年2月9日閲覧。
12. ↑  “平成17年石川県統計書” (PDF). 石川県. p. 108. 2023年2月9日時点のオリジナルよりアーカイブ。2023年2月9日閲覧。
13. ↑  “平成18年石川県統計書” (PDF). 石川県. p. 106 (2008年3月). 2023年2月9日時点のオリジナルよりアーカイブ。2023年2月9日閲覧。
14. ↑  “令和元年石川県統計書” (PDF).   石川県. p. 104 (2021年3月). 2021年4月12日閲覧。